# Међународна клизачка организација
Међународна клизачка организација (енгл. International Skating Union (ISU)) главна је међународна институција која је задужена за организовање такмичења клизачких спортова укључујући и уметничко клизање, синхроно клизање, брзо клизање, и брзо клизање на кратким стазама. Основана је у Схевенингену, у Холандији године 1892, што је чини једном од најстаријих међународних спортских федерација. ISU је формирана да би се установила стандардна међународна правила за клизачке дисциплине и да би се путем ње лакше организовала међународна такмичења у тим дисциплинама. Данас је организација лоцирана у Лозани, у Швајцарској.

## Прва такмичења у Светском првенству
Датуми и локације светских првенстава под покровитељством ISU:
- 1893: Брзо клизање (само мушкарци), Амстердам
- 1896: Уметничко клизање (само мушкарци), Санкт Петербург
- 1906: Уметничко клизање (жене), Давос
- 1908: Уметничко клизање (парови), Санкт Петербург
- 1936: Брзо клизање (жене), Стокхолм
- 1952: Уметничко клизање (плес), Париз
- 1970: Брзо клизање – спринт, Вест Алис, Висконсин
- 1978: Брзо клизање на кратке стазе, Солихал, Уједињено Краљевство
- 2000: Синхроно клизање, Минеаполис